# Cerkiew Ikony Matki Bożej „Wszystkich Strapionych Radość” w Koterce
Cerkiew Ikony Matki Bożej „Wszystkich Strapionych Radość” – prawosławna cerkiew w Koterce (parafii w Tokarach), w dekanacie Siemiatycze diecezji warszawsko-bielskiej Polskiego Autokefalicznego Kościoła Prawosławnego.
Prawosławna parafia w Tokarach powstała najpóźniej w XVI w.; od XVII w. do 1839 była placówką unicką. W wymienionym roku została włączona do Rosyjskiego Kościoła Prawosławnego na mocy postanowień synodu połockiego. Cerkiew w Koterce została wzniesiona w latach 1909–1912 jako świątynia filialna tejże parafii, na miejscu, gdzie w 1852 miało dojść do objawienia maryjnego. Nie zostało ono uznane przez Rosyjski Kościół Prawosławny, mimo to na jego miejsce udawali się pielgrzymi, miało także dochodzić do cudownych uzdrowień. W 1906 biskup grodzieński Michał wyraził zgodę na budowę cerkwi na tym miejscu. Wzniesienie obiektu sakralnego sfinansowano z ofiar wiernych. W 1948, w związku z podziałem wsi Tokary, jaki nastąpił po wytyczeniu granicy polsko-radzieckiej, świątynia stała się cerkwią parafialną. Mimo wyludniania się okolicznych wsi pozostaje ważnym celem pielgrzymek.
Cerkiew znajduje się w lesie, w pobliżu osady Koterka, w uroczysku o tej samej nazwie, nazywanym także przez wiernych Świętym Miejscem.

## Historia
Parafia prawosławna w Tokarach po raz pierwszy wzmiankowana jest w końcu XVI w.. W 1592 jej cerkiew opisano jako „starodawną”. Placówka funkcjonowała w strukturach eparchii włodzimiersko-brzeskiej, a następnie unickiej diecezji włodzimiersko-brzeskiej (moment przejścia parafii na unię nie jest ustalony). Parafia w Tokarach została ponownie włączona do Cerkwi prawosławnej na mocy postanowień synodu połockiego w 1839, podobnie jak wszystkie pozostałe unickie placówki na Podlasiu. Wcześniej, w 1816, w Tokarach zbudowana została nowa cerkiew parafialna.

### Wydarzenia z 1852 i rozwój kultu
Powstanie cerkwi w Koterce, filialnej względem świątyni w Tokarach, nastąpiło w związku z objawieniem maryjnym, do którego miało dojść w dniu święta Trójcy Świętej w 1852. Matka Boża objawić się miała miejscowej chłopce Eufrozynie Iwaszczuk na uroczysku Koterka, gdzie kobieta zbierała szczaw, zamiast w dniu świątecznym udać się do cerkwi. Jak relacjonowała Iwaszczuk, Maryja oznajmiła, że święto zostało ustanowione, by w tym dniu modlono się w świątyni, a nie pracowano. Zapowiedziała także, że grzechy mieszkańców wsi zostaną ukarane morowym powietrzem. Nakazała Iwaszczuk udać się do proboszcza i polecić mu, by razem z parafianami modlił się o wybaczenie win. Proboszcz parafii w Tokarach Symon Budiłowicz ustawił w uroczysku krzyż. Miejsce to zaczęło przyciągać licznych pielgrzymów, nie tylko prawosławnych, pojawiły się relacje o cudownych uzdrowieniach.
Aby rozstrzygnąć, czy wydarzenia w Koterce były cudem w rozumieniu Cerkwi, przy eparchii wileńskiej i litewskiej w czerwcu 1852 powołana została specjalna komisja. We wrześniu tego samego roku uznała ona, że cud nie miał miejsca. Proboszcz parafii tokarskiej, który jeszcze przed wydaniem orzeczenia zachęcał do pielgrzymowania na uroczysko, został usunięty z placówki duszpasterskiej. Krzyż umieszczony w Koterce nakazano przenieść na miejscowy cmentarz prawosławny. Pielgrzymki jednak nie ustawały, nadal również miało dochodzić do uzdrowień. Przybywający do Tokar uważali za cudowne źródełko, które wybiło na miejscu, gdzie pierwotnie znajdował się krzyż. Szczególnie liczni pielgrzymi przybywali do Tokar w czasie święta Trójcy Świętej. Z powodu negatywnej opinii eparchii wileńskiej i litewskiej na uroczysku nie odprawiano jednak nabożeństw, a prośby proboszczów, by wznieść tam kaplicę, były odrzucane.

### Budowa cerkwi
W 1900 erygowana została eparchia grodzieńska i brzeska, w której granicach znalazła się również parafia w Tokarach. Biskup grodzieński Michał w 1906 zgodził się na rozwój sanktuarium w Koterce. 9 maja 1909 położony został kamień węgielny pod budowę świątyni na uroczysku.
Wznoszenie cerkwi trwało trzy lata i zostało sfinansowane z darów. Anna Briancewa z Kazania, która według własnej relacji dostąpiła w Koterce uzdrowienia, przekazała świątyni utensylia liturgiczne warte ponad 1200 rubli. Leśniczy mielnicki Porecki ofiarował na budowę drewno z 264 sosen. Zarząd Dóbr Rolnych i Państwowych w Grodnie wydzielił resztę drewna za połowę jego wartości (600 rubli). Pomoc napłynęła także z parafii w Mielniku. 29 lipca 1912 gotowy obiekt sakralny poświęcił przełożony monasteru św. Onufrego w Jabłecznej archimandryta Serafin, który zastąpił pierwotnie zapraszanego na uroczystość biskupa białostockiego Włodzimierza. W kronice parafialnej zapisano, że przy poświęceniu obecna była znaczna grupa wiernych. W 1915 prawosławni mieszkańcy Tokar udali się na bieżeństwo, toteż działalność miejscowej parafii zamarła.

### Funkcjonowanie świątyni po 1918
Prestiż sanktuarium w Koterce wzrósł jeszcze w okresie międzywojennym, gdy na uroczystości w dniu Trójcy Świętej przybył do niego metropolita warszawski i całej Polski Dionizy. W kronice parafialnej z tego okresu zapisano kolejne przypadki uzdrowień. Większość świadectw o uzdrowieniach nie została jednak udokumentowana i wiedza o nich funkcjonuje jedynie w ustnej tradycji. Wierni przybywali do świątyni nie tylko w dniu Trójcy Świętej, ale i w święto patronalne.

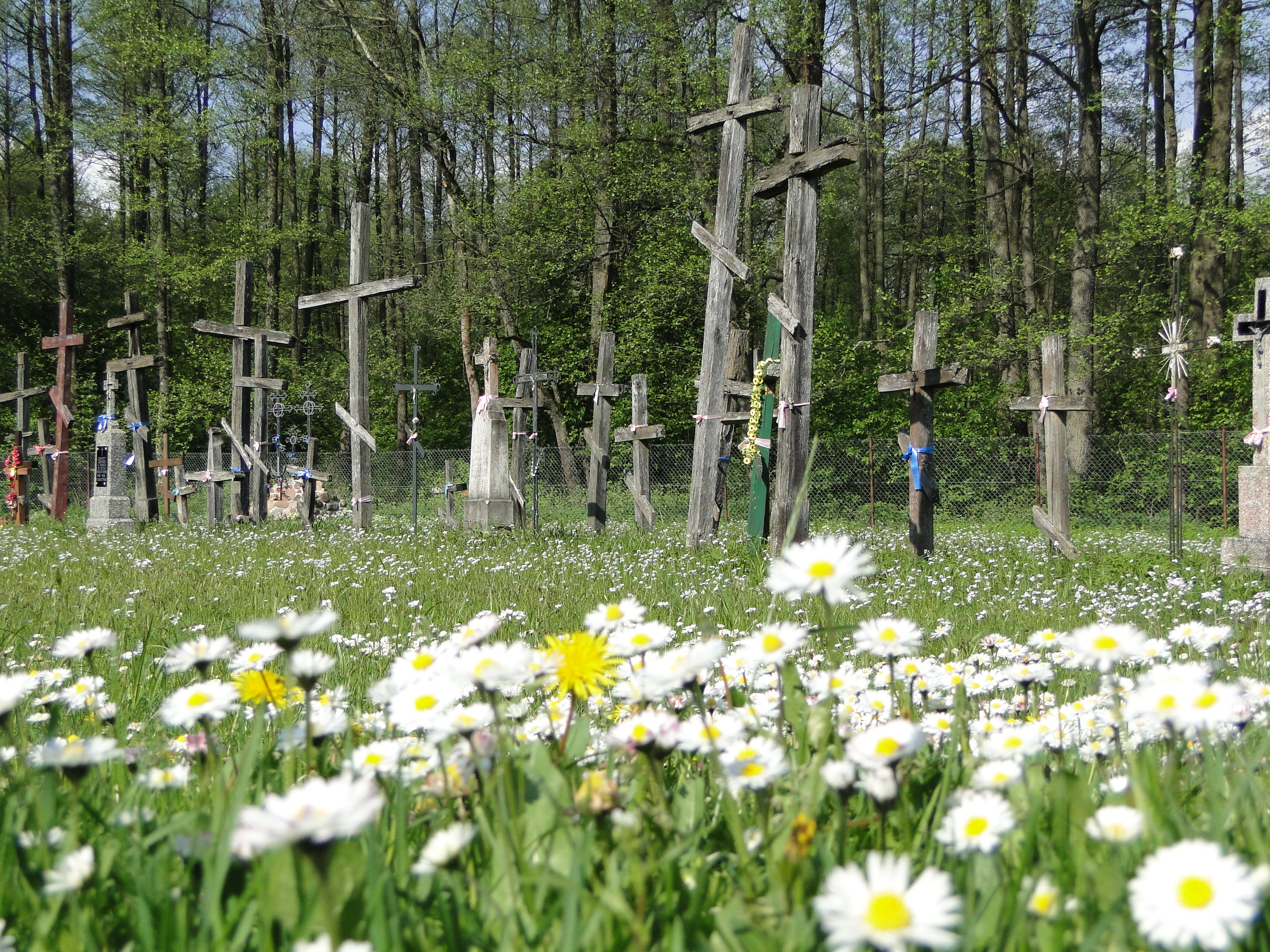
Krzyże przy cerkwi w Koterce

W 1948 świątynia w Koterce stała się świątynią parafialną, gdyż po ustaleniu granicy polsko-radzieckiej cerkiew św. Michała Archanioła w Tokarach znalazła się na obszarze Białoruskiej SRR, tam też znalazła się większość domów prawosławnych mieszkańców. W nowej sytuacji politycznej niemożliwe stały się pielgrzymki wiernych z Białorusi. Dopiero w 1990 zorganizowana została uroczysta procesja z udziałem kilku tysięcy wiernych i 15 kapłanów z polskiej części Tokar do części białoruskiej. Cerkiew nadal pozostaje ważnym ośrodkiem pielgrzymkowym mimo spadku liczby mieszkańców w sąsiednich miejscowościach. Kilkakrotnie uroczystościom w Koterce w dniu Trójcy Świętej przewodniczył metropolita warszawski i całej Polski Sawa, do świątyni przybywali również biskupi bielski Grzegorz (w 1998) i siemiatycki Jerzy (w 2007). Cerkiew została wpisana do rejestru zabytków 28 grudnia 1984 pod nr A-64. W 2012 upamiętniono stulecie wzniesienia cerkwi ustawieniem obok niej sześciometrowego krzyża z malowidłem autorstwa Jarosława Wiszenki, który ufundowali leśnicy z nadleśnictwa Nurzec Stacja. Przy świątyni znajdują się również inne drewniane krzyże wotywne.
W 2. dekadzie XXI w. świątynia była remontowana. Po skończeniu prac, cerkiew została 4 września 2016 poświęcona przez metropolitę warszawskiego i całej Polski Sawę.

## Architektura

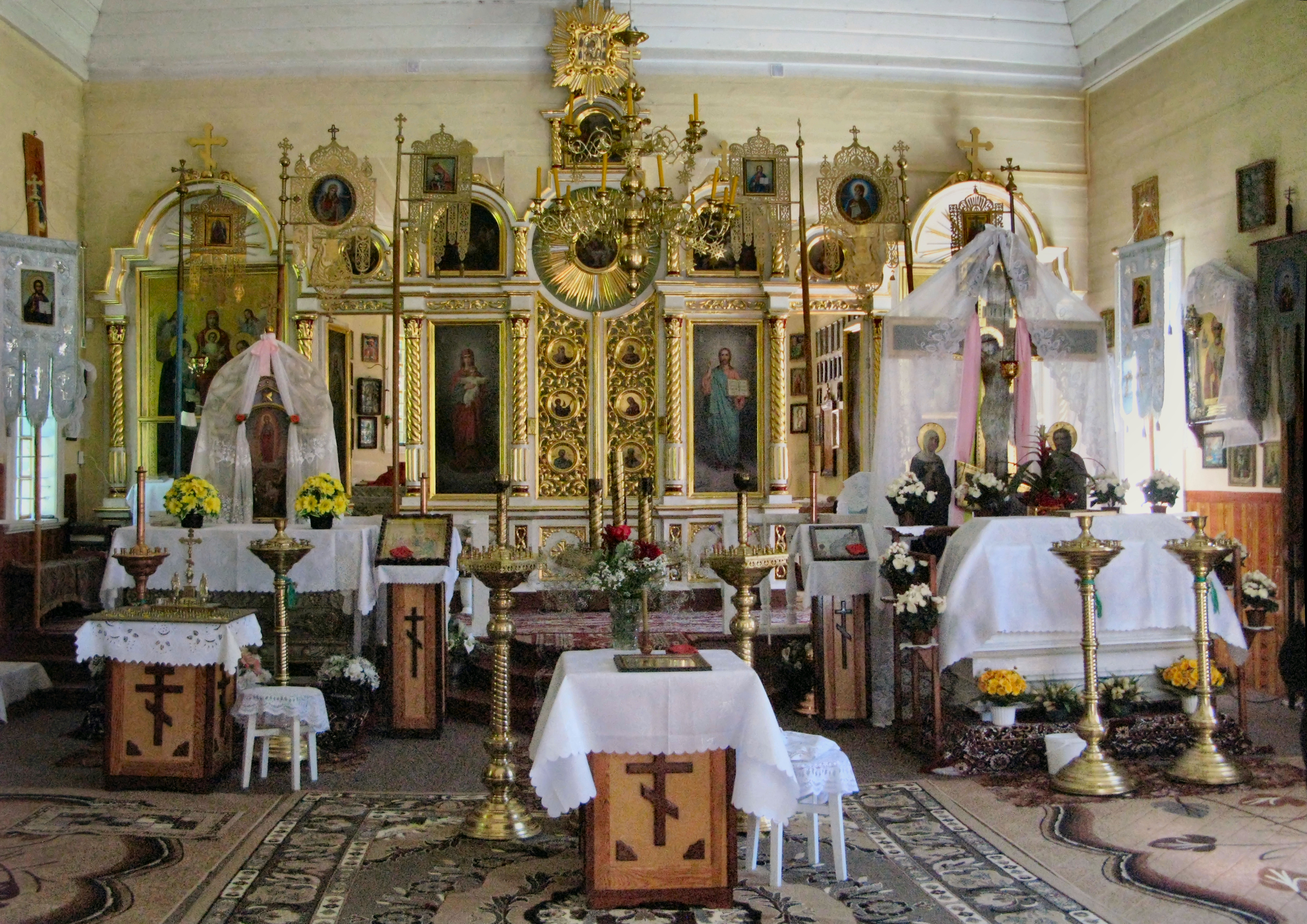
Wnętrze cerkwi

Cerkiew jest budowlą drewnianą o konstrukcji zrębowej, oszalowaną, orientowaną, trójdzielną (przedsionek, nawa, prezbiterium), wzniesioną na planie krzyża. Przy wejściach (głównym i bocznym) znajdują się zadaszone ganki oparte na dwóch profilowanych słupach. Nawa cerkiewna wzniesiona jest na planie kwadratu, pomieszczenie ołtarzowe – na planie prostokąta z trójboczną absydą, przedsionek – również na planie prostokąta. Dachy cerkwi są blaszane; nad nawą znajduje się dach czterospadowy, zaś nad przedsionkiem i nad gankami – dachy dwuspadowe. Cerkiew posiada jedną latarnię z cebulastym hełmem. Nad przedsionkiem wznosi się wieża, na planie ośmioboku, zwieńczona ostrosłupowym dachem i małą kopułką. W pobliżu cerkwi znajduje się otoczone kultem źródełko, nad którym wzniesiono wiatę.
W cerkwi znajduje się dwurzędowy ikonostas. Przed nim dla kultu wystawione są Golgota i ikona patronalna, zaś nad ikonostasem zawieszona jest ikona Opieki Matki Bożej. Ikona patronalna o wymiarach 106 na 170 cm umieszczona jest w kiocie przed ikonostasem, po lewej stronie. Została napisana na cyprysowej desce.